# Reinertshaus
Reinertshaus (auch Rheinhardshaus genannt) ist ein Gemeindeteil des Marktes Küps im Landkreis Kronach (Oberfranken, Bayern).

## Geographie
Der ehemalige Weiler ist mittlerweile als Ortsstraße Am Reinertshaus des Gemeindeteils Au aufgegangen. Diese mündet in die Traber Straße (= Kreisstraße KC 13), die nach Hummendorf (0,7 km nordöstlich) führt, das mit Au eine geschlossene Siedlung bildet. Die Zweinzen fließt an den Anwesen vorbei und mündet im Nordosten als linker Zufluss in den Leßbach.

## Geschichte
Mit dem Gemeindeedikt wurde Reinertshaus dem 1808 gebildeten Steuerdistrikt Küps und der 1818 gebildeten Ruralgemeinde Au zugewiesen. Am 1. Januar 1976 wurde Reinertshaus im Zuge der Gebietsreform in Bayern in die Gemeinde Küps eingegliedert.

### Einwohnerentwicklung
| Jahr      | 001818 | 001861 | 001871 | 001885 | 001900 | 001925 | 001950 | 001961 | 001970 | 001987 |
| Einwohner |        | 13     | 12     | 6      | 8      | 33     | 39     | 36     | 24     | *      |
| Häuser    | 1      |        |        | 1      | 1      | 4      | 4      | 7      |        | *      |
| Quelle    | [ 4 ]  | [ 6 ]  | [ 7 ]  | [ 8 ]  | [ 9 ]  | [ 10 ] | [ 11 ] | [ 12 ] | [ 13 ] | [ 14 ] |

## Religion
Der Ort ist evangelisch-lutherisch geprägt und nach St. Jakob (Küps) gepfarrt.